# 大阪ブルテオン
大阪ブルテオン（OSAKA BLUTEON）は、大阪府枚方市を本拠地とする男子バレーボールチーム。パナソニックスポーツ株式会社が運営。旧チーム名は「パナソニックパンサーズ」。2025-26シーズンはSVリーグ MENに所属。

## 概要
運営は、2022年4月にパナソニックが発足した「パナソニックスポーツ株式会社」。
1951年に松下電器産業（現：パナソニック）社内で発足。日本リーグ に第1回大会から参加。
チーム名は、Panther（豹）にPanasonicの最初の3文字をかけていて、また、獲物を狙う豹のような精悍で敏捷なプレーとボールがコートを駆け抜ける様を表現している。チームロゴも豹であり、社内有志によってデザインが描かれた。チームキャラクターは、バレーボールをこよなく愛する妖精の「パピネス」である。
練習場は大阪府枚方市のパナソニックアリーナ（旧：松下電器体育館）であり、見学が一部可能である。パナソニックアリーナではホームゲームも開催される。ホームゲームはほかに、サブホームタウンである沖縄市でも開催される。
大阪府の寝屋川市、門真市、守口市、交野市と連携協定を結んでいる。

## 歴史
1951年にチーム設立。松下電器産業（現・パナソニック）社内のバレーボール好きが集まって大阪府の大会に出場するようになったのをきっかけである。1953年の全日本実業団選手権で全国デビュー。1956年の全日本総合選手権で初タイトル獲得。1964年には都市対抗（黒鷲旗）、全日本総合、国体、全日本実業団選手権の4冠独占を達成した。
1967年より日本リーグに第1回大会から参加し、常に優勝争いに参加しながら4大会連続の準優勝。1971年の第5回大会で念願の初優勝を飾る。当時は平岡哲男監督の下、木村憲治、野口泰弘、横田忠義らの各選手が活躍。
その後チームは低迷の一途をたどり二部リーグの実業団リーグに3度降格するなど苦しい時期が続いていた。（1983年の日本リーグ第17回大会では3位に入った）
1992年に日本リーグへ1年で復帰した際にチーム名を「松下電器・パナソニックパンサーズ」と命名した。
2002/03Vリーグで新日鉄（現・堺ブレイザーズ）の真鍋政義の入団や日本代表の山本隆弘、ブロック賞の北川祐介の活躍で優勝争いに加わり、同シーズンと2003/04シーズンには連続3位。2004/05シーズンは4位と振るわなかったが着実なレベルアップが進んでいることを印象付けた。
2006年、チーム名から「松下電器」を外し、「パナソニックパンサーズ」とする。
2007年に南部正司が監督に就任。そして、2007/08V・プレミアリーグで1971年以来36年ぶりに優勝を果たした。2008年の黒鷲旗大会でも10年ぶりとなる優勝を果たし、2冠を達成した。
2008年、北京オリンピック代表に選出された新人コンビである清水邦広と福澤達哉が内定選手として入団。2008/09シーズンは、V・プレミアリーグは福澤が新人賞を獲得したものの4位と振るわなかったが、黒鷲旗は新人コンビの活躍で連覇を達成した。それに続き、2009/10シーズンでは、天皇杯全日本選手権大会、V・プレミアリーグ、黒鷲旗で優勝し、日本バレーボール史上初となる3冠を達成した。同時に黒鷲旗3連覇も達成。2011/12シーズンも、天皇杯で優勝し、V・プレミアリーグも優勝決定戦でフルセットの熱戦の末に東レ・アローズを破り優勝。黒鷲旗でも優勝して2度目の3冠を達成した。
2012/13シーズンをもって、日本代表に貢献しつつ、パナソニックも牽引してきた山本隆弘と宇佐美大輔が現役引退した。2人の最後のシーズンとなったが、天皇杯は制覇したものの、V・プレミアリーグ、黒鷲旗共に準優勝となり、2人の最後を優勝で飾れなかった。
2013年11月、ブラジルで開催された世界クラブ選手権2013にワイルドカード（主催者推薦）で出場。
2013/14シーズン、V・プレミアリーグのファイナルでJTサンダーズに勝ち2シーズンぶりの優勝を果たす。黒鷲旗でも決勝でJTに勝ち2年ぶりの優勝を果たした。また、7シーズンチームを指揮した南部正司が、2014年度より日本代表監督に就任することとなったため、当シーズンをもって監督を退任した。
2014/15シーズンより、昨シーズンまで現役だった川村慎二が監督に就任。しかし、チームはやや低迷し優勝から遠ざかる。リーグ戦だけでなく天皇杯と黒鷲旗でも準優勝以下に留まりタイトルから遠ざかる。2015/16シーズンより、清水邦広の出身地でもある福井市でもホームゲームが開催されるようになり、2019/20シーズンまで福井で開催された。
2016/17シーズン、ポーランド代表のミハウ・クビアクが入団。同シーズンは怪我人が多く出たことで終盤に失速し5位に甘んじた。『誰が出ても勝てるチーム』を目指す上で課題が残るシーズンとなった。
2017/18シーズン、2017年9月3日の近畿総合選手権大会で勝ち進み決勝を控えている時に、2016年まで現役だったOB・谷村孝の訃報が入り、チームに衝撃が走った。チームは谷村のユニフォームをベンチに置いてシーズンに臨んだ。谷村のユニフォームに奮起を促され、12月の天皇杯で苦闘を続けながら5年ぶりの優勝を果たす。川村体制になってから4シーズン目にして待望の初タイトルだった。リーグ戦でも早い段階でレギュラーラウンド1位を決める。そこから戦力調整を行いながら戦ったが、主力5人をレギュラーから外して臨んだ2018年1月27日の東レ戦がVリーグ機構規約第19条（最強メンバー出場規定）違反対象とされ、制裁金100万円、始末書提出などの処分を受けた。ファイナル6でも3連勝し優位に進めるが、2018年2月18日のJT戦の第1セットに清水が右前十字靱帯損傷の重傷（全治12ヶ月）を負う大きなアクシデントが起こり、厳しい状況となる。ファイナル6の残り2試合を連敗するが、レギュラーラウンドの貯金が活きてファイナル進出が確定する。清水を欠く中で臨んだファイナルで、豊田合成トレフェルサに連勝し、4シーズンぶりの優勝を果たした。その後の第67回黒鷲旗大会でも清水を欠く中で優勝を果たし、谷村を意識して戦ったシーズンに3度目のシーズン3冠達成となった。
2018-19シーズン、V・プレミアリーグに替わり新生V.LEAGUEが誕生。そのシーズンから、以前から交流がある沖縄市でもホームゲームが開催されることとなった。また、当シーズンより福井市と沖縄市が正式にサブホームタウンとなった（福井市は2019-20シーズンまで）。そして、1年目となるV.LEAGUE Division1(V1)で優勝を果たし、昨シーズンのV・プレミアリーグに続き連覇となった。また、2019年AVCアジアクラブ選手権に出場することとなり、優勝まであと一歩のところでイランの強豪に惜敗し準優勝。
2019年9月、Jリーグクラブ・大宮アルディージャの運営に携わった久保田剛がパナソニックに入社。スポーツチーム運営に携わり、地域密着がより強化されていくこととなる。久保田は後にパンサーズの部長にも就任する。
2019-20シーズンは、福澤達哉がパリ・バレーに移籍。しかし、リーグ戦は、V・レギュラーラウンドで24勝3敗の好成績で1位となり、ファイナル進出を確定させて3連覇にリーチをかけた。しかし、新型コロナウイルス感染拡大防止のため、ファイナルを無観客で戦うこととなった。そのファイナルで、V・レギュラーラウンド終盤まで1位を争っていたジェイテクトSTINGSにフルセットの末敗れ、3連覇を逃した（準優勝）。当シーズンをもって、6シーズンチームを指揮した川村慎二が監督を退任した。
2020年、川村の後任としてフランス代表監督のロラン・ティリが新監督に就任。
ティリ体制1シーズン目となる2020-21シーズン、V・レギュラーラウンドで、昨シーズンファイナルで敗れた因縁のジェイテクトには4戦全勝とし雪辱を果たしたが、サントリーに4戦全敗を喫し、サントリーに首位独走を許した。レギュラーラウンドを2位で終えファイナル3も勝ち4シーズン連続のファイナル進出を果たすが、ファイナルでもサントリーに勝つことはできず、2シーズン連続の準優勝となった。深津英臣は「今シーズン、サントリーさんはすべてがダントツだった。サーブで崩してもしっかりと決められてなかなかブレイクが取れなかった。」と脱帽し、ティリも「打開策が少なかった」と評した。福澤達哉はパリ・バレーで2シーズンプレーした後、チームには復帰せずそのまま現役引退した。
2021-22シーズン、2022年1月6日に、2020年東京オリンピック日本代表の大塚達宣と、エバデダン・ラリーの獲得を発表。入団時は両者とも大学3年であり、チームとして初となる現役大学生の入団となった（内定選手登録を除く）。2月9日には、高校卒業を控え筑波大学に進学予定の牧大晃が入団し、パナソニックと筑波大の両方でプレーしながらスキルに合わせて海外挑戦へのバックアップをするという試みも始めた。3人とも後に2022年の日本代表登録メンバーに選出された。V1の方は、V・レギュラーラウンドで3位に入り、ファイナル3に進出し優勝に望みをつなげた。ファイナル3では、V・レギュラーラウンド2位のサントリーにフルセットで勝ち、ゴールデンセットに持ち込むが、21-25で力尽き、5シーズン連続のファイナル進出はならなかった（最終順位3位）。
2022年4月1日、『パナソニックスポーツ株式会社』が発足され（部長の久保田剛が代表取締役に就任）、パンサーズの運営もそちらに委託されることとなった。
2022-23シーズン、V1男子のV・レギュラーラウンドで3位に入るが、ファイナル4にて1勝1敗で迎えた最終戦でウルフドッグス名古屋に敗れ、前シーズンに続き3位に留まった。同シーズン終了をもって、7年間チームを支えてきたミハウ・クビアクが退団した。
2023年、大竹壱青、今村貴彦、伊賀亮平の3選手が韓国Vリーグ所属クラブを対象に行われる「2023KOVO男子アジア枠トライアウト」に参加し、4月27日、その最終ドラフトで大竹と伊賀が韓国Vリーグのチームから指名を受け、韓国のチームに移籍した。
2022年から2023年にかけて、大阪府の寝屋川市、門真市、守口市、交野市と連携協定締結した。また、2023年9月、2024-25シーズンから始まる「SVリーグ」参入のためのクラブライセンス申請をジャパンバレーボールリーグ（JVL）に提出したことを発表した。
2023-24シーズンに向けて、日本代表の山本智大と西田有志、新外国人選手としてアメリカ合衆国代表のトーマス・ジェスキーを獲得した（3人ともパリオリンピック予選で活躍した。）。
2024年、2024-25シーズンからの新リーグSV.LEAGUEスタートに合わせてリブランディングを実施することとなり、その一環として「チーム名称」「エンブレム」などを刷新する予定である。同年6月11日、SVリーグの開幕（7月1日）に合わせチーム名称を大阪ブルテオン（OSAKA BLUTEON）とする事を発表した。
2025年2月から4月の期間、監督のロラン・ティリが個人的都合により一時帰国。不在期間は伊藤健士が監督代行を務めた。
2025年、ロラン・ティリが監督を退任。新監督にはトーマス・サムエルボが就任した。

## 成績

### 主な成績
日本リーグ/Vリーグ/Vプレミア、V.LEAGUE DIVISION1 MEN
- 優勝 7回（1971年度、2007年度、2009年度、2011年度、2013年度、2017年度、2018年度）

黒鷲旗大会
- 優勝 13回（1964年、1966年、1968年-1969年、1973年、1981年、1998年、2008年-2010年、2012年、2014年、2018年）

天皇杯・皇后杯全日本バレーボール選手権大会
- 優勝 5回（2009年度、2011年度、2012年度、2017年度、2023年度）

全日本総合（6人制）
- 優勝 1回（1964年）

全日本総合（9人制）
- 優勝 1回（1956年）

全日本実業団（9人制）
- 優勝 1回（1957年）

国民体育大会一般男子（6人制）
- 優勝 6回（1964年、1966年、1968-1971年）

国民体育大会成年男子（6人制）
- 優勝 1回（1985年）

国民体育大会成年男子1部（6人制）
- 優勝 1回（1997年）

### 年度別成績

#### 日本リーグ / 実業団リーグ
| 所属         | 年度             | 最終 順位 | 参加 チーム数 | 試合 | 勝 | 敗 | 勝率  |
| ------------ | ---------------- | --------- | ------------- | ---- | -- | -- | ----- |
| 日本リーグ   | 第1回 (1967)     | 準優勝    | 6チーム       | 10   | 8  | 2  | 0.800 |
| 日本リーグ   | 第2回 (1968/69)  | 準優勝    | 6チーム       | 10   | 7  | 3  | 0.700 |
| 日本リーグ   | 第3回 (1969/70)  | 準優勝    | 6チーム       | 10   | 8  | 2  | 0.800 |
| 日本リーグ   | 第4回 (1970/71)  | 準優勝    | 6チーム       | 10   | 9  | 1  | 0.900 |
| 日本リーグ   | 第5回 (1971/72)  | 優勝      | 6チーム       | 10   | 9  | 1  | 0.900 |
| 日本リーグ   | 第6回 (1972/73)  | 準優勝    | 6チーム       | 10   | 8  | 2  | 0.800 |
| 日本リーグ   | 第7回 (1973/74)  | 4位       | 6チーム       | 10   | 3  | 7  | 0.300 |
| 日本リーグ   | 第8回 (1974/75)  | 6位       | 6チーム       | 10   | 0  | 10 | 0.000 |
| 実業団リーグ | 第7回 (1975/76)  | 4位       | 6チーム       | 10   | 5  | 5  | 0.500 |
| 実業団リーグ | 第8回 (1976/77)  | 優勝      | 6チーム       | 10   | 10 | 0  | 1.000 |
| 日本リーグ   | 第11回 (1977/78) | 4位       | 6チーム       | 10   | 3  | 7  | 0.300 |
| 日本リーグ   | 第12回 (1978/79) | 5位       | 6チーム       | 10   | 3  | 7  | 0.300 |
| 日本リーグ   | 第13回 (1979/80) | 6位       | 6チーム       | 10   | 2  | 8  | 0.200 |
| 日本リーグ   | 第14回 (1980/81) | 4位       | 8チーム       | 14   | 7  | 7  | 0.500 |
| 日本リーグ   | 第15回 (1981/82) | 6位       | 8チーム       | 21   | 8  | 13 | 0.381 |
| 日本リーグ   | 第16回 (1982/83) | 6位       | 8チーム       | 21   | 9  | 12 | 0.429 |
| 日本リーグ   | 第17回 (1983/84) | 3位       | 8チーム       | 21   | 13 | 8  | 0.619 |
| 日本リーグ   | 第18回 (1984/85) | 5位       | 8チーム       | 21   | 8  | 13 | 0.381 |
| 日本リーグ   | 第19回 (1985/86) | 6位       | 8チーム       | 21   | 6  | 15 | 0.281 |
| 日本リーグ   | 第20回 (1986/87) | 8位       | 8チーム       | 21   | 4  | 17 | 0.190 |
| 実業団リーグ | 第19回 (1987/88) | 準優勝    | 8チーム       | 14   | 10 | 4  | 0.714 |
| 実業団リーグ | 第20回 (1988/89) | 優勝      | 8チーム       | 14   | 12 | 2  | 0.857 |
| 日本リーグ   | 第23回 (1989/90) | 7位       | 8チーム       | 14   | 3  | 11 | 0.214 |
| 日本リーグ   | 第24回 (1990/91) | 8位       | 8チーム       | 14   | 1  | 13 | 0.071 |
| 実業団リーグ | 第23回 (1991/92) | 準優勝    | 8チーム       | 14   | 12 | 2  | 0.857 |
| 日本リーグ   | 第26回 (1992/93) | 6位       | 8チーム       | 14   | 7  | 7  | 0.500 |
| 日本リーグ   | 第27回 (1993/94) | 6位       | 8チーム       | 14   | 6  | 8  | 0.429 |

#### Vリーグ / 実業団リーグ・V1リーグ
| 所属    | 回     | 年度    | 最終 順位 | 参加 チーム数 | レギュラーラウンド | レギュラーラウンド | レギュラーラウンド | レギュラーラウンド | ポストシーズン | ポストシーズン | ポストシーズン |
| 所属    | 回     | 年度    | 最終 順位 | 参加 チーム数 | 順位               | 試合               | 勝                 | 敗                 | 試合           | 勝             | 敗             |
| ------- | ------ | ------- | --------- | ------------- | ------------------ | ------------------ | ------------------ | ------------------ | -------------- | -------------- | -------------- |
| Vリーグ | 第1回  | 1994/95 | 7位       | 8チーム       | 7位                | 21                 | 10                 | 11                 | -              | -              | -              |
| Vリーグ | 第2回  | 1995/96 | 6位       | 8チーム       | 6位                | 21                 | 10                 | 11                 | -              | -              | -              |
| Vリーグ | 第3回  | 1996/97 | 5位       | 8チーム       | 5位                | 21                 | 10                 | 11                 | -              | -              | -              |
| Vリーグ | 第4回  | 1997/98 | 3位       | 8チーム       | 2位                | 21                 | 14                 | 7                  | 1              | 0              | 1              |
| Vリーグ | 第5回  | 1998/99 | 4位       | 10チーム      | 1位                | 18                 | 17                 | 1                  | 2              | 0              | 2              |
| Vリーグ | 第6回  | 1999/00 | 6位       | 10チーム      | 6位                | 18                 | 9                  | 9                  | -              | -              | -              |
| Vリーグ | 第7回  | 2000/01 | 6位       | 10チーム      | 6位                | 18                 | 9                  | 9                  | -              | -              | -              |
| Vリーグ | 第8回  | 2001/02 | 6位       | 10チーム      | 6位                | 18                 | 9                  | 9                  | -              | -              | -              |
| Vリーグ | 第9回  | 2002/03 | 3位       | 8チーム       | 3位                | 21                 | 13                 | 8                  | 3              | 1              | 2              |
| Vリーグ | 第10回 | 2003/04 | 3位       | 8チーム       | 3位                | 21                 | 12                 | 9                  | 4              | 2              | 2              |
| Vリーグ | 第11回 | 2004/05 | 4位       | 8チーム       | 3位                | 28                 | 15                 | 13                 | 4              | 0              | 4              |
| Vリーグ | 第12回 | 2005/06 | 5位       | 8チーム       | 5位                | 28                 | 16                 | 12                 | -              | -              | -              |

#### V・プレミアリーグ / V・チャレンジリーグ
| 所属     | 年度    | 最終 順位 | 参加 チーム数 | レギュラーラウンド | レギュラーラウンド | レギュラーラウンド | レギュラーラウンド | ポストシーズン | ポストシーズン | ポストシーズン |
| 所属     | 年度    | 最終 順位 | 参加 チーム数 | 順位               | 試合               | 勝                 | 敗                 | 試合           | 勝             | 敗             |
| -------- | ------- | --------- | ------------- | ------------------ | ------------------ | ------------------ | ------------------ | -------------- | -------------- | -------------- |
| プレミア | 2006/07 | 3位       | 8チーム       | 3位                | 28                 | 17                 | 11                 | 4              | 2              | 2              |
| プレミア | 2007/08 | 優勝      | 8チーム       | 2位                | 28                 | 19                 | 9                  | 4              | 3              | 1              |
| プレミア | 2008/09 | 3位       | 8チーム       | 4位                | 28                 | 15                 | 13                 | 4              | 2              | 2              |
| プレミア | 2009/10 | 優勝      | 8チーム       | 1位                | 28                 | 22                 | 6                  | 4              | 4              | 0              |
| プレミア | 2010/11 | 4位       | 8チーム       | 4位                | 24                 | 14                 | 10                 | 中止           | 中止           | 中止           |
| プレミア | 2011/12 | 優勝      | 8チーム       | 2位                | 21                 | 17                 | 4                  | 4              | 3              | 1              |
| プレミア | 2012/13 | 準優勝    | 8チーム       | 2位                | 28                 | 20                 | 8                  | 4              | 2              | 2              |
| プレミア | 2013/14 | 優勝      | 8チーム       | 1位                | 28                 | 21                 | 7                  | 4              | 3              | 1              |
| プレミア | 2014/15 | 6位       | 8チーム       | 4位                | 21                 | 13                 | 8                  | 5              | 0              | 5              |
| プレミア | 2015/16 | 準優勝    | 8チーム       | 4位                | 21                 | 11                 | 10                 | 7              | 4              | 3              |
| プレミア | 2016/17 | 5位       | 8チーム       | 3位                | 21                 | 14                 | 7                  | 5              | 1              | 4              |
| プレミア | 2017/18 | 優勝      | 8チーム       | 1位                | 21                 | 18                 | 3                  | 7              | 5              | 2              |

#### V.LEAGUE
| 所属      | 年度    | 最終 順位 | 参加 チーム数 | レギュラーラウンド | レギュラーラウンド | レギュラーラウンド | レギュラーラウンド | ポストシーズン | ポストシーズン | ポストシーズン | 備考 |
| 所属      | 年度    | 最終 順位 | 参加 チーム数 | 順位               | 試合               | 勝                 | 敗                 | 試合           | 勝             | 敗             | 備考 |
| --------- | ------- | --------- | ------------- | ------------------ | ------------------ | ------------------ | ------------------ | -------------- | -------------- | -------------- | ---- |
| DIVISION1 | 2018-19 | 優勝      | 10チーム      | 1位                | 27                 | 23                 | 4                  | 7              | 5              | 2              |      |
| DIVISION1 | 2019-20 | 準優勝    | 10チーム      | 1位                | 27                 | 24                 | 3                  | 1              | 0              | 1              |      |
| DIVISION1 | 2020-21 | 準優勝    | 10チーム      | 2位                | 36                 | 29                 | 7                  | 2              | 0              | 2              |      |
| DIVISION1 | 2021-22 | 3位       | 10チーム      | 3位                | 36                 | 25                 | 11                 | 1              | 0              | 1              |      |
| DIVISION1 | 2022-23 | 3位       | 10チーム      | 3位                | 36                 | 24                 | 12                 | 3              | 1              | 2              |      |
| DIVISION1 | 2023-24 | 準優勝    | 10チーム      | 1位                | 36                 | 32                 | 4                  | 2              | 1              | 1              |      |

#### SV.LEAGUE
| 所属      | 年度    | 最終 順位 | 参加 チーム数 | レギュラーラウンド | レギュラーラウンド | レギュラーラウンド | レギュラーラウンド | ポストシーズン | ポストシーズン | ポストシーズン | 備考 |
| 所属      | 年度    | 最終 順位 | 参加 チーム数 | 順位               | 試合               | 勝                 | 敗                 | 試合           | 勝             | 敗             | 備考 |
| --------- | ------- | --------- | ------------- | ------------------ | ------------------ | ------------------ | ------------------ | -------------- | -------------- | -------------- | ---- |
| SV.LEAGUE | 2024-25 | 3位       | 10チーム      | 1位                | 44                 | 37                 | 7                  |                |                |                |      |

## 選手・スタッフ(2025-26)

### 選手
| 背番号                                                       | 名前                     | シャツネーム | 生年月日（年齢）       | 身長 | 国籍       | Pos | 在籍年  | 前所属                      | 備考         |
| ------------------------------------------------------------ | ------------------------ | ------------ | ---------------------- | ---- | ---------- | --- | ------- | --------------------------- | ------------ |
| 1                                                            | 清水邦広                 | SHIMIZU      | 1986年8月11日（38歳）  | 192  | 日本       | OP  | 2009年- | 東海大学                    | 副キャプテン |
| 3                                                            | 中村駿介                 | NAKAMURA     | 1999年3月7日（26歳）   | 186  | 日本       | S   | 2021年- | 早稲田大学                  |              |
| 4                                                            | 金田晃太朗               | KANETA       | 2002年6月14日（23歳）  | 190  | 日本       | MB  | 2024年- | 明治大学                    | 新人         |
| 5                                                            | 富田将馬                 | TOMITA       | 1997年6月20日（28歳）  | 190  | 日本       | OH  | 2024年- | 東レ                        |              |
| 6                                                            | アントワーヌ・ブリザール | BRIZARD      | 1994年5月22日（31歳）  | 196  | フランス   | S   | 2025年- | ピアチェンツァ (it)         | 移籍加入     |
| 8                                                            | 仲本賢優                 | NAKAMOTO     | 1997年11月21日（27歳） | 187  | 日本       | OH  | 2020年- | 日本体育大学                |              |
| 9                                                            | 彭世坤                   | PENG         | 2000年8月26日（24歳）  | 210  | 中国       | MB  | 2025年- | パリ・バレー                | 移籍加入     |
| 10                                                           | 山内晶大                 | YAMAUCHI     | 1993年11月30日（31歳） | 204  | 日本       | MB  | 2016年- | 愛知学院大学                | キャプテン   |
| 11                                                           | 西田有志                 | YUJI         | 2000年1月30日（25歳）  | 186  | 日本       | OP  | 2023年- | ジェイテクト                |              |
| 13                                                           | 山本智大                 | YAMAMOTO     | 1994年11月5日（30歳）  | 171  | 日本       | L   | 2023年- | 堺                          |              |
| 15                                                           | 甲斐優斗                 | KAI          | 2003年9月25日（21歳）  | 200  | 日本       | OH  | 2025年- | 専修大学（在学中）          |              |
| 16                                                           | 池城浩太朗               | IKESHIRO     | 2001年11月15日（23歳） | 176  | 日本       | L   | 2024年- | 日本体育大学                |              |
| 18                                                           | 西山大翔                 | NISHIYAMA    | 2003年3月4日（22歳）   | 193  | 日本       | OP  | 2022年- | 東海大相模高校              |              |
| 19                                                           | 西川馨太郎               | NISHIKAWA    | 2000年4月14日（25歳）  | 193  | 日本       | MB  | 2023年- | 筑波大学                    |              |
| 22                                                           | ブライアン・バグナス     | BAGUNAS      | 1997年10月10日（27歳） | 194  | フィリピン | OH  | 2025年- | シグナルHDスパイカーズ (en) | 移籍加入     |
| 23                                                           | エバデダン・ラリー       | LARRY        | 2000年8月18日（24歳）  | 195  | 日本       | MB  | 2022年- | 筑波大学                    |              |
| 81                                                           | ミゲル・ロペス           | LOPEZ        | 1997年3月25日（28歳）  | 190  | キューバ   | OH  | 2024年- | サダ・クルゼイロ (pt)       |              |
| 出典：チーム公式サイト Vリーグ公式サイト 更新：2025年7月16日 |                          |              |                        |      |            |     |         |                             |              |

#### レンタル移籍
| 名前     | 生年月日（年齢）      | 身長 | 国籍 | Pos | レンタル先      | 備考   |
| -------- | --------------------- | ---- | ---- | --- | --------------- | ------ |
| 垂水優芽 | 2000年11月2日（24歳） | 187  | 日本 | OH  | チステルナ (it) | [ 79 ] |

### スタッフ
| 役職                                                        | 名前                 | 備考              |
| ----------------------------------------------------------- | -------------------- | ----------------- |
| 監督                                                        | トーマス・サムエルボ | 新任              |
| コーチ                                                      | 白澤健児             |                   |
| コーチ                                                      | 伊藤健士             |                   |
| コーチ                                                      | 永野健               |                   |
| コーチ                                                      | 山口裕太郎           |                   |
| チーフアスレティックトレーナー                              | 村島陽介             |                   |
| アスレティックトレーナー                                    | 足立清               |                   |
| マネージャー                                                | 牧山祐介             | 9月30日までの活動 |
| マネージャー                                                | 伊東都               |                   |
| マネージャー                                                | 竹内慶多             | 新任              |
| アナリスト                                                  | 岩沢恭冴             |                   |
| 通訳                                                        | 樋口栄子             |                   |
| チームドクター                                              | 荒木大輔             |                   |
| チームドクター                                              | 中西雄太             |                   |
| チームドクター                                              | 佐野翔平             |                   |
| チームドクター                                              | 加藤達雄             |                   |
| 出典：チーム公式サイト Vリーグ公式サイト 更新：2025年6月8日 |                      |                   |

## 在籍していた主な選手
| - 森山輝久 - 木村憲治 - 横田忠義 - 野口泰弘 - 藤田幸光 - 宮崎謙彦 - 浅倉勇 - 今井啓介 - 宇佐美大輔 - 岸本一馬 - 岩田正之 - 小糸敬夫 - 北川祐介 - 小西健太 - 山本隆弘 | - 川村慎二 - 伊東勇樹 - 森田亜貴斗 - 山添信也 - 専田和也 - 福澤達哉 - ヒド・イェルツェン - ラファエル・パスカル - カントル・サンドロ - ヘクター・ソト - ルイス・フェリペ・フォンテレス - ジョン・パウロ・タヴァレス - 劉鴻敏 - ミハウ・クビアク |

## アンダーカテゴリー
2006年に「パンサーズジュニア」として設立。2024年からアカデミーに移行。U15、U15（育成）、U12の3部門で男子チームが活動している。2025年のリーグ年間表彰において最優秀育成クラブ賞を受賞。

### スタッフ
| 役職                   | 名前     | 備考                             |
| ---------------------- | -------- | -------------------------------- |
| アカデミーダイレクター | 梅川大介 | 元駿台学園男子バレーボール部監督 |
| U15コーチ              | 米山博之 | チームOB                         |
| U15コーチ              | 中村聡   | 元日新製鋼ドルフィンズ           |
| U15コーチ              | 吉村康佑 | チームOB                         |
| U15コーチ              | 伊藤友健 | チームOB                         |
| U12コーチ              | 中尾海   |                                  |
| U12コーチ              | 西條華子 | 元JAぎふリオレーナ               |
| トレーナー             | 天野佳樹 |                                  |
| 事務局                 | 浅井浩輝 |                                  |
| 出典：チーム公式サイト |          |                                  |

### 主な出身者
- 中村駿介
- 牧山祐介
- 大塚達宣
- 工藤有史

## チームキャラクター
チームキャラクターはパンサーズとバレーボールをこよなく愛する妖精の「パピネス」（英語: Pappiness）である。パンサーズの「パ」とハピネス(happiness)を合わせて名付けたもので、公募により決められた。2022年8月26日、チームの認知をさらに推進していくのを目的とした新キャラクターとしてパンサーズに発表された。
それまでは、黒豹の「パナ吉」が約30年間チームキャラクターを務めてきた。背番号は87、出身地はチーム本拠地である枚方市である。新チームキャラクター誕生により、2021-22シーズンをもって勇退することとなった。